# Resi Hammerer
Theresa Hammerer, detta Resi (Hirschegg, 18 febbraio 1925 – 14 giugno 2010) è stata una sciatrice alpina austriaca.

## Palmarès

### Olimpiadi
- 1 medaglia, valida anche ai fini dei Mondiali:
  - 1 bronzo (discesa libera a Sankt Moritz 1948)